# 1934年のメジャーリーグベースボール
以下は、メジャーリーグベースボール（MLB）における1934年のできごとを記す。
1934年4月17日に開幕し10月9日に全日程を終え、ナショナルリーグはセントルイス・カージナルスが3年ぶり5度目のリーグ優勝で、アメリカンリーグはデトロイト・タイガースが25年ぶり4度目のリーグ優勝を飾った。
ワールドシリーズはセントルイス・カージナルスが4勝3敗でデトロイト・タイガースを破り3年ぶり3度目のシリーズ制覇となった。
1933年のメジャーリーグベースボール - 1934年のメジャーリーグベースボール - 1935年のメジャーリーグベースボール

## できごと
ナショナルリーグのセントルイス・カージナルスは、この年がブランチ・リッキーGMのもとでのガスハウスギャングの最高の年となった。選手はよく走りよく滑ったので、ユニフォームはいつも真っ黒だった。それがガス工場の労働者の姿に似ていたのでガスハウスギャングのあだ名が付いた。監督は1926年にロジャース・ホーンスビーとの交換トレードでジャイアンツから移って来て1933年に選手兼任で監督になったフランキー・フリッシュ、これにジョー・メドウィック、レオ・ドローチャー、ペッパー・マーチン、ジャック・ロスロック、ビル・デランシー、リッパー・コリンズら機動力を持った攻撃陣と、この年に30勝を上げたディジー・ディーンと弟のポール・ディーンの兄弟コンビが投手として活躍した。ディジー・ディーンは30勝7敗、勝率.811、防御率2.65、奪三振195でリーグMVPを獲得した。
一方アメリカンリーグはデトロイト・タイガースがタイ・カッブ時代の1907～1909年にリーグ3連覇して以来の25年ぶりの優勝となった。この年にアスレチックスの捕手だったミッキー・カクレーンがトレードでタイガースに移り、1年目から選手兼任監督に就任して、カクレーン自身の活躍に加え、チャーリー・ゲーリンジャー、ハンク・グリーンバーグ、この年にセネタースから移籍してきたグース・ゴスリン等が好成績を残し、101勝をあげて久々のリーグ優勝を果たした。リーグMVPは選手を統率したミッキー・カクレーンが獲得した。

### ゲーリッグの三冠王とルースの放出
2年続けてリーグ優勝を逃したヤンキースだが、ルー・ゲーリッグはこの年に打率.363、本塁打49本、打点165で三冠王となった。一方 ベーブ・ルースは打率.288、本塁打22本、打点84、安打105本でこの年がヤンキース最後の年となった。この両雄はシーズン終了後の秋に大リーグ選抜チームとして日本を訪問したが、ルースは帰国後にボストン・ブレーブスにトレードされた。

### カール・ハッベルの快投
この年7月14日に第2回オールスターゲームが行われた。会場はジャイアンツの本拠地ポログラウンズでジャイアンツのカール・ハッベル投手はナショナルリーグの先発投手として出場した。アメリカンリーグの先発はレフティ・ゴメス(ゴーメッツ)だった。カール・ハッベル投手は1回表にマウンドに立ったが立ち上がりが不調で、いきなり1・2番打者を出し無死1・2塁でピンチとなった。しかも次の打者はベーブ・ルースで、ここからルースに3球続けてスクリューボールを投げて三振にとり(ルースは3球とも空振り）、続くルー・ゲーリッグも空振りで三振、次のジミー・フォックスも同じで3番から5番までのクリーンアップをわずか11球で3三振となった。そして2回表に6番アル・シモンズ、7番ジョー・クローニンを三振にとり、これで5人連続三振を記録した。この後の8番ビル・ディッキー捕手が四球に出て9番ゴメス投手がまた三振。2イニングで6三振の結果であった。
このオールスターゲームでのハッベルの5連続三振の快投は長く記憶されることとなった。その5人ベーブ・ルース、ルー・ゲーリッグ、ジミー・フォックス、アル・シモンズ、ジョー・クローニンは全て殿堂入りを果たした打者である。

### ジョー・メドウィックの立ち往生
この年のワールドシリーズは、ガスハウスギャングのセントルイス・カージナルスとGメン（ゲーリンジャーとグリーンバーグとゴスリンの頭文字Gから）のデトロイト・タイガースの対戦となり3勝3敗でデトロイトで第7戦を迎えた。試合はカージナルスの一方的な試合となったが、7-0となった6回表2死2塁からメドウィックがレフトに猛ライナーを放ち3塁まで走った際に三塁手マーブ・オーエンとの間で蹴りあいから殴り合いに発展して両チームの全選手が乱闘となった。ようやく収まった後に攻守交替でメドウィックがレフトの守備位置につくと敵地であったので左翼席からトマト・リンゴ・オレンジ・牛乳瓶やらが投げ込まれ、ジョー・メドウィックは立ち往生したままで 険悪な雰囲気となり試合は15分間中断となった。試合を見ていたランディス・コミッショナーが、その場でメドウィックの退場を命じ、代わりの選手をレフトに就かせて試合は再開された。コミッショナーがルールにも無いまま試合中に選手の退場を命令するという異常な事態となり、ワールドシリーズ史上に残る特殊な例として記憶されている。

### 全米大リーグ選抜チームの訪日
3年前に実現した全米大リーグ選抜チームに続き、この年に再び全米大リーグ選抜チームが日本を訪問し、特別編成の全日本選抜チームとの17試合を17戦全勝(15試合で15戦全勝とする資料もある)の戦績を残した。前回に当代一の人気者で日本でも有名になっていたベーブ・ルースが参加しなかったため主催の読売新聞社が3年前に外野手として訪日したレフティ・オドールにルースを含めての全米大リーグ選抜チームの来日を要請し、それが実現したのであった。監督コニー・マック、助監督レフティ・オドール、投手にレフティ・ゴメス、アール・ホワイトヒル、ジョン・カスカレラ、捕手はチャーリー・ベリー、モー・バーグ、一塁手ルー・ゲーリッグ、二塁手 チャーリー・ゲーリンジャー 、三塁手ジミー・フォックス、遊撃手エリック・マクネア、そして外野手でベーブ・ルース、ヘイニー・マナシュ、アール・エプリル等が揃った当時のアメリカでもなかなか見られない豪華版だった。そしてベーブ・ルースは13本の本塁打を打ち、全米選抜チーム全体で本塁打47本を記録する猛打で圧倒的な強さを見せつけた。
一方対戦した全日本選抜には沢村栄治、ビクトル・スタルヒン、三原修(三原脩)、二出川延明らが参加して、11月20日、静岡の草薙球場での試合では弱冠17歳の沢村栄治が6回まで2安打無得点に抑え、7回にゲーリッグに打たれた本塁打だけの1失点で完投した試合は球史に残る試合となった。
この時に全米選抜チームと対戦するに3年前のように大学チーム等でなく、職業野球を目指したチーム編成を行うこととしてプロ契約をした選手を含んで全日本チームを作り、全米選抜チームの帰国後の12月26日にこれら全日本代表の中から19名を選んで大日本東京野球倶楽部が結成された。これが後の読売ジャイアンツである。

### 記録
- セントルイス・カージナルスのディジー・ディーン投手はこの年に30勝を挙げたが、このシーズン30勝以上を記録した投手は、その後1968年にデトロイト・タイガースのデニー・マクレインが31勝を上げただけで、ナショナルリーグでは今までで最後の30勝投手である。

### 規則の改訂
- アメリカン、ナショナル両リーグで同じ製造元のボールを使う決まりになった。

## 最終成績

### レギュラーシーズン
| 順 | チーム                           | 勝利 | 敗戦 | 勝率 | G差  |
| -- | -------------------------------- | ---- | ---- | ---- | ---- |
| 1  | デトロイト・タイガース           | 101  | 53   | .656 | --   |
| 2  | ニューヨーク・ヤンキース         | 94   | 60   | .610 | 7.0  |
| 3  | クリーブランド・インディアンス   | 85   | 69   | .552 | 16.0 |
| 4  | ボストン・レッドソックス         | 76   | 76   | .500 | 24.0 |
| 5  | フィラデルフィア・アスレチックス | 68   | 82   | .453 | 31.0 |
| 6  | セントルイス・ブラウンズ         | 67   | 85   | .441 | 33.0 |
| 7  | ワシントン・セネタース           | 66   | 86   | .434 | 34.0 |
| 8  | シカゴ・ホワイトソックス         | 53   | 99   | .349 | 47.0 |

| 順 | チーム                       | 勝利 | 敗戦 | 勝率 | G差  |
| -- | ---------------------------- | ---- | ---- | ---- | ---- |
| 1  | セントルイス・カージナルス   | 95   | 58   | .621 | --   |
| 2  | ニューヨーク・ジャイアンツ   | 93   | 60   | .608 | 2.0  |
| 3  | シカゴ・カブス               | 86   | 65   | .570 | 8.0  |
| 4  | ボストン・ブレーブス         | 78   | 73   | .517 | 16.0 |
| 5  | ピッツバーグ・パイレーツ     | 74   | 76   | .493 | 19.5 |
| 6  | ブルックリン・ドジャース     | 71   | 81   | .467 | 23.5 |
| 7  | フィラデルフィア・フィリーズ | 56   | 93   | .376 | 37.0 |
| 8  | シンシナティ・レッズ         | 52   | 99   | .344 | 42.0 |

### オールスターゲーム
- アメリカンリーグ 9 - 7 ナショナルリーグ

### ワールドシリーズ
- タイガース 3 - 4 カージナルス

| 10/3 – | カージナルス | 8  | - | 3 |  | タイガース   |
| 10/4 – | カージナルス | 2  | - | 3 |  | タイガース   |
| 10/5 – | タイガース   | 1  | - | 4 |  | カージナルス |
| 10/6 – | タイガース   | 10 | - | 4 |  | カージナルス |
| 10/7 – | タイガース   | 3  | - | 1 |  | カージナルス |
| 10/8 – | カージナルス | 4  | - | 3 |  | タイガース   |
| 10/9 – | カージナルス | 11 | - | 0 |  | タイガース   |

## 個人タイトル

### アメリカンリーグ
| 項目   | 選手                             | 記録 |
| ------ | -------------------------------- | ---- |
| 打率   | ルー・ゲーリッグ (NYY)           | .363 |
| 本塁打 | ルー・ゲーリッグ (NYY)           | 49   |
| 打点   | ルー・ゲーリッグ (NYY)           | 165  |
| 安打   | チャーリー・ゲーリンジャー (DET) | 214  |
| 盗塁   | ビリー・ワーバー (BOS)           | 40   |

| 項目   | 選手                     | 記録 |
| ------ | ------------------------ | ---- |
| 勝利   | レフティ・ゴメス (NYY)   | 26   |
| 敗戦   | ボボ・ニューサム (SLA)   | 20   |
| 防御率 | レフティ・ゴメス (NYY)   | 2.33 |
| 奪三振 | レフティ・ゴメス (NYY)   | 158  |
| 投球回 | レフティ・ゴメス (NYY)   | 281⅔ |
| セーブ | ジャック・ラッセル (WS1) | 7    |

### ナショナルリーグ
| 項目   | 選手                       | 記録 |
| ------ | -------------------------- | ---- |
| 打率   | ポール・ウェイナー (PIT)   | .362 |
| 本塁打 | リッパー・コリンズ (STL)   | 35   |
| 本塁打 | メル・オット (NYG)         | 35   |
| 打点   | メル・オット (NYG)         | 135  |
| 得点   | ポール・ウェイナー (PIT)   | 122  |
| 安打   | ポール・ウェイナー (PIT)   | 217  |
| 盗塁   | ペッパー・マーティン (STL) | 23   |

| 項目   | 選手                     | 記録 |
| ------ | ------------------------ | ---- |
| 勝利   | ディジー・ディーン (STL) | 30   |
| 敗戦   | シイ・ジョンソン (CIN)   | 22   |
| 防御率 | カール・ハッベル (NYG)   | 2.30 |
| 奪三振 | ディジー・ディーン (STL) | 195  |
| 投球回 | バン・マンゴー (BRO)     | 315⅓ |
| セーブ | カール・ハッベル (NYG)   | 8    |

## 表彰
シーズンMVP
- アメリカンリーグ ： ミッキー・カクレーン （DET）
- ナショナルリーグ ： ディジー・ディーン （STL）